# Клуб друзів конституції (Японська імперія)
Клуб Сейю (яп. 政友倶楽部; досл. «Клуб друзів конституції») — японська короткострокова політична партія що діяла на території Японської імперії на початку 20 століття.

## історія
Японська політична партія «Клуб друзів конституції» була створена в лютому 1913 року, коли 26 членів парламенту Японської імперії від політичної партії «Асоціація друзів конституційного правління» відкололися від японського політика Юкіо Одзакі через його заперечення проти призначення Ямамото Ґомбей прем'єр-міністром Японської імперії.
Політична партія «Клуб друзів конституції» була різким критиком політика Ямамото Ґомбея та одним із найрішучіших прихильників партійного (коаліційного) уряду свого часу. Однак деякі члени цієї партії невдовзі повернулися до «Асоціація друзів конституційного правління», а в грудні 1913 року решта депутатів об'єдналися з політичною партією «Асоціація старих друзів», щоб сформувати «Товариство неупередженості».